# ريتشارد ماينارد
ريتشارد ماينارد هو مصور كندي، ولد في 22 فبراير 1832 في Stratton, Cornwall ‏ في المملكة المتحدة، وتوفي في 10 يناير 1907 في فيكتوريا في كندا.